# Canasapura
(Śri) Cānāśapura oder Śri Canāśa (thailändisch ศรีจนาศะ, RTGS Si Chanasa) war vermutlich ein etwa während des 7. bis 9. Jahrhunderts bestehendes Königreich. Es wird im oberen Tal des Mae Nam Mun (Mun-Fluss), im heutigen Isan, der Nordost-Region von Thailand lokalisiert.
Aus dem 7. Jahrhundert stammt eine Inschrift in Sanskrit und Khmer-Sprache aus der ausgegrabenen Stadt Mueang Sema in der Provinz Nakhon Ratchasima, die von einer Schenkung von Wasserbüffeln, Rinder und Sklaven beiderlei Geschlechts durch einen König von Sri Canasapura handelt.
Eine Inschrift in Sanskrit und Khmer, die 1939 in Ayutthaya gefunden wurde, datiert auf das Jahr 937 A.D., erwähnt einen König Bhagadatta von Sri Canasapura und seine zur selben Familie gehörenden Nachfolger:
- Sundaraparakrama
- Sundaravarman
- Narapatisimhavarman
- Mangalavarman (der Urheber der Inschrift)

Cānāśapura existierte vermutlich parallel zur Dvaravati-Kultur der Mon im heutigen Zentralthailand. Den in Khmer verfassten Inschriften von Bo Ika und Sri Canasa zufolge muss es an der Peripherie des Einflussgebiets von Dvaravati, einem Netzwerk von Stadtstaaten in der Chao-Phraya-Ebene, gelegen haben. Diesen Texten zufolge soll in dem Gemeinwesen sowohl Hinduismus als auch Buddhismus praktiziert worden sein. Auf diese Information stützt sich die Hypothese der Historikerin Dhida Saraya (ธิดา สาระยา), dass Cānāśapura identisch mit der Ausgrabungsstätte Si Thep in der Provinz Phetchabun sein könnte. Dort wurden nämlich sowohl hinduistische als auch buddhistische Stätten gefunden. Weitere Beweise gibt es für diese Theorie allerdings nicht. Der auf Indien und Südostasien spezialisierte Kunsthistoriker Robert L. Brown vertritt dagegen ebenso wie der Historiker und Anthropologe Srisaksa Vallibhotama die Position, dass es sich bei Mueang Sema selbst um eine wichtige Stadt, wenn nicht gar die Hauptstadt von Canāśa handelt.